# Zearaja
Zearaja is een geslacht uit de familie Rajidae, orde Rajiformes.

## Soortenlijst
- Zearaja brevicaudata (Marini, 1933)
- Zearaja chilensis (Guichenot, 1848)
- Zearaja maugeana Last & Gledhill, 2007
- Zearaja nasuta (Müller & Henle, 1841)